# Фрідріх Карл Маєр
Фрідріх Карл Маєр (нім. Friedrich Karl Meyer, 1926—2012) — німецький ботанік, який був куратором «Гербарію Хаусскнехта» Єнського університету, який нараховує близько 3 000 000 зразків; очолював його з 1966 по 1991 роки. Він проводив ботанічні дослідження на Кубі. Є автором понад двадцяти таксонів.

## Публікації

### Книги
- 2000. Revision der Gattung Malpighia L. (Malpighiaceae) (Phanerogamarum monographiae). P. 1–630

- 2006. Noccaea Moench. P. 1–343
- 2011. Beiträge zur Flora von Albanien. P. 1–220

### Глави книг
- 2003. Studies on fossil and extant plants and floras. (Dedicated to Friedemann Schaarschmidt on the occasion of his 65th birthday). (Меєр займався хрестоцвітими)